# Alexander Dinelaris Jr.
Alexander Dinelaris Jr. (20 de março de 1968) é um roteirista argentino. Venceu o Oscar de melhor roteiro original na edição de 2015 pelo trabalho na obra Birdman or (The Unexpected Virtue of Ignorance), ao lado de Alejandro González Iñárritu, Nicolás Giacobone e Armando Bó.

## Prêmios e indicações
- Venceu: Oscar de melhor roteiro original - Birdman or (The Unexpected Virtue of Ignorance) (2014)